# Toxorhina toxopeana
Toxorhina toxopeana là một loài ruồi trong họ Limoniidae. Chúng phân bố ở miền Australasia.